# Борго-а-Моццано
Борго-а-Моццано (итал. Borgo a Mozzano) — коммуна в Италии, располагается в регионе Тоскана, в провинции Лукка, на берегу реки Серкьо.
Население составляет 7311 человек (2008 г.), плотность населения составляет 101 чел./км². Занимает площадь 72 км². Почтовый индекс — 55023. Телефонный код — 0583.
Главная достопримечательность — средневековый Мост Магдалины, также известный как Мост Дьявола. Предположительно, построен в конце XI века на одной из ключевых переправ на Дороге франков, паломнической дороге, по которой жители Англии и Франции следовали в Рим.

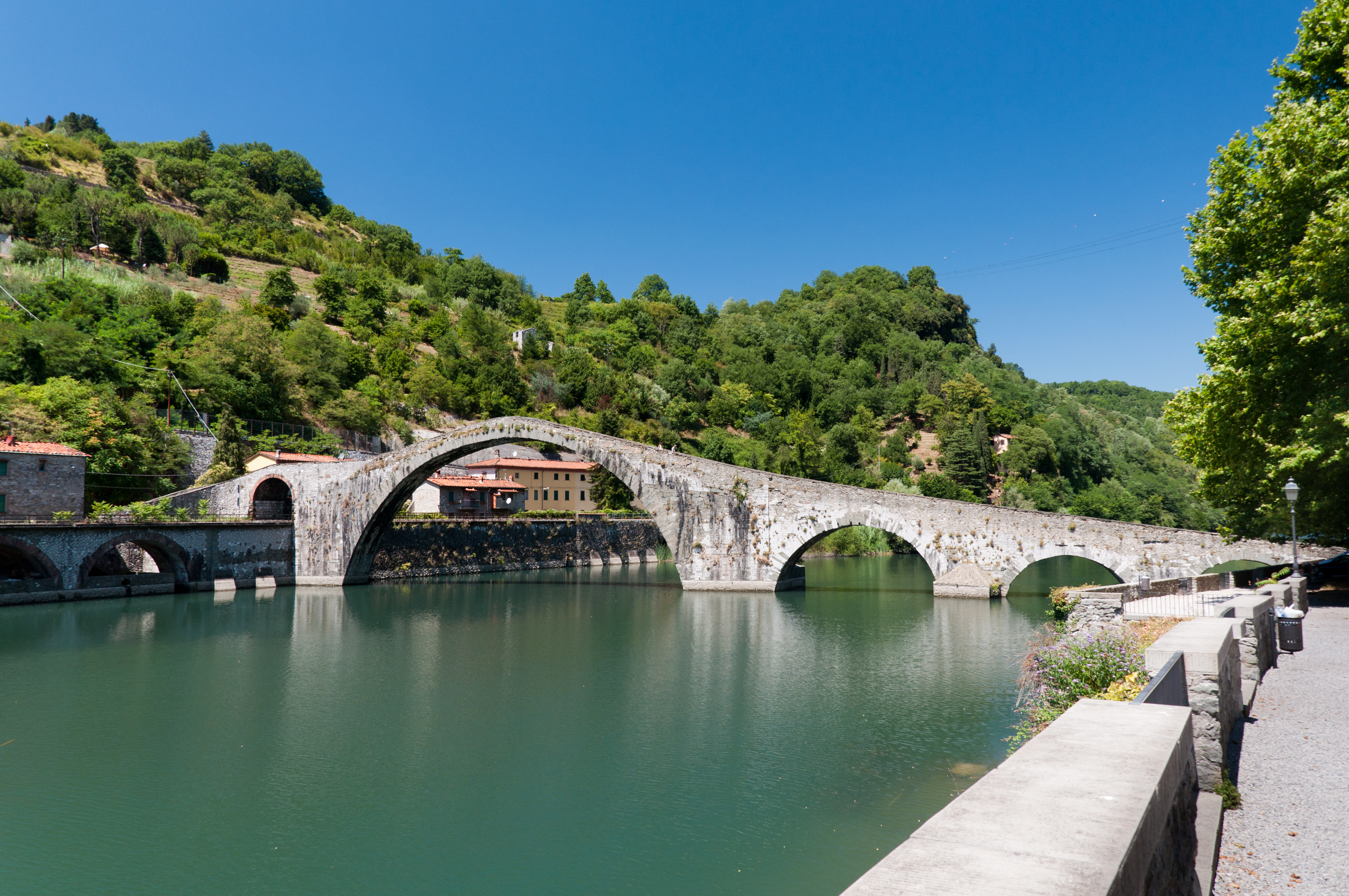
Мост Магдалины через Серкьо

Покровительницей коммуны почитается Пресвятая Богородица (Madonna delle Grazie, Madonna dei Ferri), празднование в Фомино воскресенье.

## Демография
Динамика населения:

## Администрация коммуны
- Официальный сайт: http://www.comune.borgoamozzano.lucca.it/